# Giovanna Iacono
Giovanna Iacono (Agrigento, 14 giugno 1983) è una politica italiana.

## Biografia
È una bibliotecaria, catalogatrice, politica e attivista italiana, attualmente presidente del Partito Democratico della Provincia di Agrigento e componente della Segreteria regionale del partito in Sicilia. È nata ad Agrigento il 14 giugno del 1983 e vive a Santa Elisabetta, in provincia di Agrigento.
Nel 2009 è stata eletta per il Partito Democratico al consiglio comunale di Santa Elisabetta e riconfermata nel 2014 e nel 2019. È stata più volte assessora e vicesindaca. Dal 2019 al 2021 ha ricoperto la carica di segretaria provinciale del partito e nel 2021 è stata nominata presidente. Alle elezioni politiche del 2022 viene eletta deputata, nella XIX legislatura della Repubblica Italiana, eletta nel collegio plurinominale Sicilia 1 - P02.
Ha conseguito la Laurea Magistrale in Storia e Gestione del patrimonio archivistico e bibliografico (LM-05) presso l'Università Ca' Foscari di Venezia nel 2018, con una votazione di 106/110. In precedenza, ha conseguito il Diploma di specializzazione biennale di livello universitario presso la Scuola di Archivistica, Paleografia e Diplomatica dell'Archivio di Stato di Palermo nel 2010 e il Master di I livello in I mestieri del libro e del documento presso l'Università degli Studi di Palermo nel 2008. Giovanna Iacono è attiva nella politica dal 2008, anno in cui è stata eletta componente dell'Assemblea Nazionale dei Giovani Democratici.
Nel 2009 è stata eletta Segretaria del Circolo del PD di Santa Elisabetta, carica che ha ricoperto fino al 2013 e poi nuovamente dal 2013 al 2019. Dal 2013 è componente della Direzione provinciale del PD di Agrigento e dal 2021 è presidente del PD della Provincia di Agrigento e componente della Segreteria regionale del partito in Sicilia. In ambito amministrativo, Giovanna Iacono è stata eletta Consigliere comunale di Santa Elisabetta nel 2012, 2015 e 2018. Ha ricoperto la carica di Assessore comunale dal 2012 al 2014 e dal 2015 al 2017, e di Vicesindaco e Consigliere comunale Capogruppo PD dal 2017 al 2019 e dal 2019 a tuttora.

## Proposte di legge presentate come firmatario
- MADIA ed altri: "Disposizioni per l’esercizio del diritto di voto in un comune diverso da quello di residenza, in caso di impedimenti per motivi di studio, lavoro o cura" (115) (presentata e annunziata il 13 ottobre 2022)
- PROPOSTA DI LEGGE COSTITUZIONALE BERRUTO ed altri: "Modifica all’articolo 33 della Costituzione, in materia di attività sportiva" (212) (presentata e annunziata il 13 ottobre 2022) (Assorbito dall'approvazione di pdl abbinato)
- DI BIASE ed altri: "Norme per la promozione della parità tra i sessi nell’apprendimento, nella formazione e nel lavoro nelle discipline matematiche e tecnico-scientifiche" (357) (presentata il 14 ottobre 2022, annunziata il 19 ottobre 2022)
- ZAN ed altri: "Disposizioni e delega al Governo in materia di vita familiare delle coppie formate da persone dello stesso sesso e di stato giuridico dei figli, nonché di accesso all’adozione e alla procreazione medicalmente assistita per le persone di stato libero" (479)(presentata il 26 ottobre 2022, annunziata il 7 novembre 2022)
- SERRACCHIANI ed altri: "Istituzione di una Commissione parlamentare di inchiesta sul femminicidio e sulla violenza di genere" (602) (presentata il 21 novembre 2022, annunziata il 22 novembre 2022) (Assorbito dall'approvazione di pdl abbinato)
- TONI RICCIARDI ed altri: "Istituzione della Giornata nazionale degli italiani nel mondo e delle migrazioni italiane" (725) (presentata il 19 dicembre 2022, annunziata il 22 dicembre 2022)
- TONI RICCIARDI ed altri: "Modifiche all’articolo 1, comma 741, della legge 27 dicembre 2019, n. 160, e all’articolo 1 della tariffa, parte prima, allegata al testo unico di cui al decreto del Presidente della Repubblica 26 aprile 1986, n. 131, in materia di equiparazione del regime fiscale nell’applicazione dell’imposta municipale propria e dell’imposta di registro relativamente a immobili posseduti nel territorio nazionale da cittadini iscritti nell’Anagrafe degli italiani residenti all’estero" (956) (presentata il 6 marzo 2023, annunziata il 7 marzo 2023)
- FERRARI ed altri: "Modifiche al codice penale, al codice di procedura penale e altre disposizioni per il contrasto della violenza domestica e di genere" (1245) (presentata il 23 giugno 2023, annunziata il 26 giugno 2023)
- DE MARIA ed altri: "Modifiche alla legge 3 agosto 2004, n. 206, e altre disposizioni in materia di benefìci in favore delle vittime del terrorismo" (1360) (presentata il 3 agosto 2023, annunziata il 4 agosto 2023)

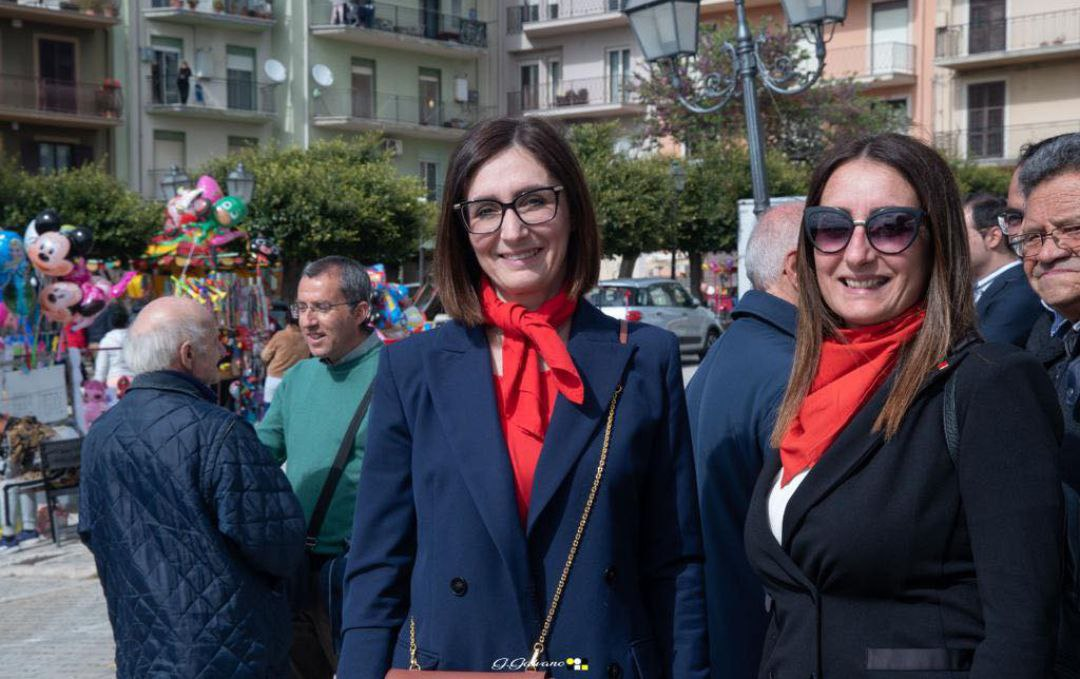
Giovanna e Rossella Iacono, Primo Maggio 2023, Raffadali

## Pubblicazioni
- La Lucchesiana di Girgenti - a cura di Giuseppe Lo Iacono, Angela Cristina Iacono, Giovanna Iacono, presentazione di Assunta Lupo, Lussografica, Agrigento 2018.
- Taccuino di Bonn: manoscritto / Luigi Pirandello a cura di Fausto De Michele, Cristina Angela Iacono, Antonino Perniciaro; presentazione Roberto Sciarratta; prefazione Rino Caputo; con il contributo speciale di Elio Providenti; contributi: Marina Castiglione... [et al.] ; apparato documentario Giovanna Iacono - Parco archeologico e paesaggistico della Valle dei Templi di Agrigento, Agrigento 2022.
- Incunaboli ad Agrigento I: Biblioteca Lucchesiana e Biblioteca del Seminario Arcivescovile - a cura di Alberto Bellavia, Domenico Ciccarello, Vito Fortezza, Cristina Angela Iacono, Viella Libreria Editrice, Roma 2022.